# Зелена партия (България)
Зелената партия е центристко-лява политическа партия в България. Тя е основана през 1989 г. в гр. София под името Зелена партия в България София, 28 декември 1989 г. Инициатор за създаването на партията и неин дългогодишен председател е Александър Каракачанов.
През 1997 г., в XXXVIII народно събрание, Зелената партия прокара „Закона за отмяна на банковата тайна за лица с несъбираеми кредити“, повече известен като „Закон за кредитните милионери“. Уникалното на този закон, е че това е единственият държавен документ където черно на бяло са публикувани имената и данните на над три хиляди физически и юридически лица практически ограбили банковата система. Става дума за над един милиард и шестстотин милиона долара. Притиснати от закона, част от длъжниците връщат 547 милиарда недоминирани лева или 547 милиона по настоящата им стойност.
През юли 2010 г. Зелената партия, чрез Националната гражданска инициатива, внася в Народното събрание  проект на „Закон за връщане на заграбените чрез замени гори и земи“.

## История
Зелената партия е учредена на 28 декември 1989 г. от Александър Каракачанов и активисти на най-голямото дисидентско движение „Екогласност" под името „Зелена партия в България“ и регистрирана в съда през 1990 г. по новия Закон за политическите партии. Още с учредяването си става част от Съюз на демократичните сили (СДС), тогава широка антитоталитарна коалиция от партии и политически клубове. Във Великото народно събрание (VII ВНС) Зелената партия има 17 депутати, а също така е представена с двама депутати и в XXXVIII ОНС. Зелената партия е инициатор и официален вносител на предложението за влизане на България в Европейския съюз в VII ВНС. Тя е в основата на новото законодателство за опазване на околната среда в началото на демокрацията. Идеологията на партията се гради върху концепцията за устойчиво развитие. Зелената партия е инициатор на множество екологични, антикорупционни и социални инициативи – като протестите срещу шистовия газ, срещу ГМО, в защита на Витоша и срещу застрояването на черноморието, в защита на Иракли и Карадере, и много други. Известни са нейните законодателни инициативи за борба с корупцията – т.нар. „Закон за кредитните милионери“, „Закон за проверка на имуществото на длъжностните лица“, „Закон за връщане на заграбените чрез замени гори и земи“. Зелената партия стои твърдо на позициите срещу участие на България във военни блокове (НАТО) и чуждестранни военни мисии.
Тя е член-учредител на Европейската зелена партия (ЕЗП).

### Разцепление през 2000 г.
Вследствие от разкол по време на конгрес на Зелената партия през октомври 2000 г. се отцепва партийна фракция, която учредява нова партия под името Партия на Зелените. Председател на новата Партия на зелените става Христо Порточанов, който обещава на отцепилите се от Зелената партия големи материални и политически облаги. Още на първата година по време на изборите за НС 2001 г., Порточанов губи интерес и изоставя Партията на зелените.

### Сливане
През 2008 година, в Зелената партия се влива малката бизнес партия „Зелена България“  Така Зелената партия е преименувана на Зелена партия – Българските зелени, където Динков е председател на Политическия съвет на „Зелена партия – Българските зелени“ (2008 – 2009). Председател след вливането е Александър Каракачанов, а заместник-председатели са Трифон Грудев от влялата се партия „Зелена България“. Година по-късно става ясно, че съществуват непреодолими принципни различия и представителите на бившата партия „Зелена България“ напускат.
През 2009 г. името ѝ е сменено отново на „Зелена партия“.

### Прекратяване на членството в ЕЗП
През 2018 г. ЕЗП започва процедура по преразглеждане членството на Зелена партия, в резултат на което от ръкодството на Зелената партия е изпратено писмо за напускане на ЕЗП. На съвета на ЕЗП в Тампере през ноември 2019 г. е представен доклад за покриването на критериите за членство, който не е гласуван, поради напускането на Зелената партия.

## Участия в избори
От учредяването си партията рядко излиза сама на избори, но не се коалира с десни, а с леви и лявоцентристки сили:
- 1989 – учредител на коалицията СДС (широка антитоталитарна коалиция). В изборите за VII велико народно събрание Зелената партия има избрани 17 депутати.
- 1991, избори за XXXVI народно събрание – в коалиция с Клубовете за демокрация СДС-либерали, печели 2,81% и няма избрани народни представители.
- 1994, избори за XXXVII народно събрание – в коалиция ДАР, спечелва 3,79%.
- 1997, избори за XXXVIII народно събрание – в коалиция ОДС, класира 2 народни представители
- 2005, избори за XL народно събрание – в доминираната от БСП Коалиция за Българи[, няма народни представители.
- 2007, самостоятелна листа за избори за български представители в Европейския парламент – с включени представители на екологични организации и гражданското общество, печели 9976 гласа или 0,51% от гласувалите  Архив на оригинала от 2016-03-03 в Wayback Machine.

През 2005 г. Зелената партия участва в изборите за Народно събрание в рамките на „Коалиция за България“. Няма избрани народни представители от листата на коалицията. Впоследствие е част от управляващата коалиция в периода 2005 – 2009 г. Зелената партия напуска Коалиция за България преди края на мандата поради принципни несъгласия с неговата политика. Основни причини са неолибералната политика и неравностойните грабителски заменки на държавни гори извършени от тройната коалиция. Зелената партия провежда редица протести срещу тези дейности на управляващите и внася закон за отмяна на заменките.
Зелената партия за последен път участва в национални избори през 2007 год на изборите за Европейски парламент.
Издигнат за кандидат от гражданската квота е известният природозащитник Тома Белев. Партията получава 9976 гласа и 0,51 % от вота.
През 2009 и 2013 не участва в изборите за национален или европейски парламент.
На президентските избори Зелената партия не издига свой кандидат и не подкрепя официално никоя кандидатура. На проведените по същото време местни избори партията се явява самостоятелно като се представя най-добре от всички кандидатирали се партии от зеленото политическо пространство. Най-добър резултат, тя регистрира в община Благоевград, където печели 8,4%.

## Участие във властта
В периода 2005 – 2009 г. е част от управляващата коалиция – „Коалиция за България“, по-известна като тройната коалиция, тъй като се подкрепя от още две партии в Парламента – ДПС и НДСВ. В кабинета на Станишев, Зелената партия получава пост на заместник-министър. Димитър Бонгалов, зам.-председател на Зелената партия, е назначен за заместник-министър на правосъдието с ресор затвори, изпълнение на наказанията и наблюдаващ Главна дирекция „Изпълнение на наказанията“ към министерство на правосъдието. През 2007 г. доверието на партията е снето от Бонгалов, който подава оставка като зам.-председател на партията, а впоследствие и като зам. министър. Заменен е от Илонка Иванчева-Райчинова, отново от квотата на Зелената партия. Зелената партия напуска Коалиция за България преди края на мандата на правителството на Станишев поради принципни несъгласия с неговата политика. Основни причини са неолибералната политика и неравностойните грабителски заменки на държавни гори извършени от тройната коалция. Зелената партия провежда редица протести срещу тези дейности на управляващите, внася закон за отмяна на заменките.